# 三姓节孝坊
三姓节孝坊位于安徽省黄山市屯溪区新潭镇长源村下长林村外菜地中，已列为屯溪区文物保护单位。
三姓节孝坊是一座节孝牌坊，四柱三间一楼，建于清雍正十年七月，旌表下长林吴门的三位女性：吴自亢妻程氏、旌表吴自克妻罗氏、旌表吴荣登妻汪氏，分别守节三十八年、三十一年和二十四年，抚养遗孤。